# Bojga psí
Bojga psí (Boiga cynodon) je had z čeledi užovkovitých, žijící v oblasti Jihovýchodní Asie. V češtině je tento druh občas nazýván i bojga hnědá, toto jméno se však většinou používá pro mnohem známější druh Boiga irregularis, proslavený invazí na Guamu.
Bojga psí dorůstá délky i přes 2 metry. Žije především na stromech, včetně lidmi vysazovaných plantážních druhů. Živí se ptáky, ptačími vejci a malými plazy.